# Batsümber
Batsümber (mongoliska: Батсүмбэр Сум, Батсүмбэр, Batsümber Sum) är ett distrikt i Mongoliet.   Det ligger i provinsen Töv, i den centrala delen av landet, 50 km norr om huvudstaden Ulaanbaatar.